# Джабхат Ансар ад-Дин
Джа́бхат Анса́р ад-Дин (араб. جبهة أنصار الدين‎, Фронт защитников Веры) — объединение ряда исламистских группировок, созданное летом 2014 года во время гражданской войны в Сирии. В его состав входят три группировки, а именно «Харакат Шам аль-Ислам», «Джейш-аль-Мухаджирин валь-Ансар» и «Харакат аль-Фаджр аль-Исламия». Лидеры группировки заявляют, что не связаны ни с какими другими объединениями исламистов и пытаются сохранить нейтралитет в противостоянии между сирийской оппозицией и боевиками «Исламского государства» (ИГ).

## Состав
Боевики из этой группировки имеют разную этническую принадлежность: членами «Харакат аль-Фаджр аль-Исламия» являются в основном суннитами из провинции Алеппо, в то время как «Харакат Шам аль-Ислам» сформирована в основном из марокканских граждан, «Зелёный батальон» — из граждан Саудовской Аравии, а «Джейш-аль-Мухаджирин валь-Ансар» — выходцами из Чечни и других регионов Северного Кавказа.

### Зелёный батальон
«Зелёный батальон» (араб. الكتيبة الخضراء‎, Аль-Катибат аль-Хадраа) сформирован в августе 2013 года и просуществовал чуть более года. Действовал преимущественно в провинциях Дамаск и Хомс. В состав группировки входили в основном выходцы из Саудовской Аравии, участвовавшие в войнах на территории Ирака и Афганистана. Лидер — Абу Махджан аль-Омани (убит в ноябре 2013 года). Совместно с ИГИЛ и «Фронтом ан-Нусра» боевики «Зелёного батальона» вели боевые действия против сирийской правительственной армии и Хезболлы, при этом сохраняя нейтралитет в противостоянии ИГИЛ и других вооружённых групп сирийской оппозиции. 25 июля 2014 года лидеры группировки объявили о присоединении к «Джабхат Ансар ад-Дин», а в октябре того же года — присягнули на верность лидерам «Джейш-аль-Мухаджирин валь-Ансар».

### Харакат Шам аль-Ислам
«Харакат Шам аль-Ислам» (араб. حركة شام الإسلام‎, Исламское движение Леванта) состоит преимущественно из марокканских наёмников и появилась летом 2013 года. 25 июля 2014 года влилась в «Джабхат Ансар ад-Дин»; в сентябре того же года внесена Госдепартаментом США в список террористических организаций.
«Харакат Шам аль-Ислам» была основана в августе 2013 года тремя марокканскими заключенными, освободившимися из американской тюрьмы в Гуантанамо. Заметную роль в сирийском конфликте группировка стала играть после наступления в Латакии в 2013 году, а в следующем году приняла участие в ещё одном наступлении на Латакию, наряду с боевиками из «Фронта ан-Нусра» и «Ансар аль-Шам». Боевики «Харакат Шам аль-Ислам» также принимали участие в боях за больницу «Аль-Кинди» и центральную тюрьму Алеппо.
Численность группировки — примерно 500 боевиков. Лидер — Ибрагим бин Шакран был убит в апреле 2014 года в ходе спецоперации сирийских силовиков. Тогда же был ликвидирован полевой командир боевиков — Абу Сафия аль-Масри.